# Va voir maman, papa travaille
Va voir maman, papa travaille è un film del 1978 diretto da François Leterrier ed spirato all'omonimo romanzo di Françoise Dorin.

## Trama
Madre e moglie modello, Agnès, mentre sta visitando lo zoo di Thoiry con suo figlio Jérome, tampona accidentalmente l'auto di Vincent. Ben presto la donna si innamorerà di lui.